# Lorraine Michael
Lorraine Michael (née le 27 mars 1943 à Saint-Jean, Terre-Neuve-et-Labrador) est une femme politique canadienne, chef du Nouveau Parti démocratique de Terre-Neuve-et-Labrador et députée de la circonscription provinciale de Signal Hill—Quidi Vidi, le seul siège détenu par le NPD dans la Chambre d'assemblée de Terre-Neuve-et-Labrador.

## Biographie
Lorraine Michael est née et a grandi à Saint-Jean, fille d'une famille d'origine libanaise. Devenue sœur religieuse, elle a commencé sa carrière comme enseignante à l’école secondaire de Bell Island.  Elle a été la directrice d’école secondaire, aussi bien qu’enseignante, à Baie Verte, dans la vallée Codroy, sur la péninsule de Burin et à Saint-Jean. Elle quitta l'Église en 1993 comme geste de protestation contre le traitement des cas d'abus sexuels par l'archéveché.
Lorsqu’elle a quitté l’enseignement, Lorraine a été la Directrice du Bureau pour  l’action sociale à Saint-Jean où elle a travaillé dans le cadre de plusieurs coalitions pour la justice sociale, tant au niveau régional que national.
Elle a travaillé avec la Coalition œcuménique pour la justice économique, basée à Toronto, ce qui lui a permis de participer à des forums au Mexique, au Chili et au Zimbabwe à titre de conférencière au sujet de la mondialisation économique.
Elle a été nommée par la nation Innu pour la Commission d’examen d’évaluation environnementale de Voisey’s Bay de 1997 à 1999.  À ce titre, elle a apporté une solide analyse socio-économique du projet de développement de la mine de nickel de Voisey's Bay.
De 1999, jusqu’à ce qu’elle devienne la chef du Parti en mai 2006, Lorraine a agi à titre de directrice générale de Women in Resource Development Committee. Elle a été de partenariat avec l’industrie, le mouvement ouvrier, le gouvernement et le milieu de l’éducation afin d’obtenir l’équité en emploi dans le secteur des ressources naturelles à Terre-Neuve et Labrador.
Elle est diplômée de l’Université Memorial à Terre-Neuve et de l’Université de Toronto.  Lorsqu’elle n’est pas au travail, elle passe son temps avec son autre passion : la musique.  Elle est membre de la Chorale philharmonique de l’Orchestre symphonique de Terre-Neuve et elle aime jouer du piano.

## Politique
Lorraine a été élue chef du Nouveau Parti démocratique de Terre-Neuve-et-Labrador le 28 mai 2006 et élue comme Membre de la Chambre de l’Assemblée dans le district de Signal Hill – Quidi Vidi le 1er novembre 2006.
Lors des élections générales de 2007 à Terre-Neuve-et-Labrador, le parti a présenté des candidats dans 36 des 48 circonscriptions électorales. En raison d'un manque de fonds, Michael a passé la majeure partie de son temps à faire campagne dans la région métropolitaine de St. John's. Elle a fait des escales dans Burin-Placentia West, dans le centre de Terre-Neuve et dans l'ouest du Labrador. Michael a battu son adversaire progressiste-conservateur Maria Afonso avec une marge de 17 %, mais le parti n'a pas réussi à faire d'autres gains dans toute la province.
Lors des élections générales de 2011, les progressistes-conservateurs ont remporté leur troisième gouvernement majoritaire de suite. Les néo-démocrates se sont classés au deuxième rang du vote populaire et ont remporté un nombre record de cinq sièges. Malgré cela, ils occupent le troisième rang derrière le Parti libéral et les libéraux demeurent l'opposition officielle.
Le 21 octobre 2013, il a été révélé que Michael avait reçu une lettre de son caucus le week-end précédent appelant à des élections à la direction en 2014. Le caucus a estimé que sans renouvellement du parti, il aurait du mal à attirer des candidats de qualité. soutien public aux élections de 2015. Dans une entrevue avec la Société Radio-Canada (SRC), Michael a dit qu'elle était choquée par la lettre et se sentait trahie par son caucus. Michael a dit qu'elle prévoyait de s'asseoir avec son caucus avant de prendre une décision sur quoi faire.
La lettre a mené à une lutte publique au sein du NPD, particulièrement au sein du caucus. Gerry Rogers et George Murphy ont tous deux regretté d'avoir envoyé la lettre et soutenu Michael, tandis que Dale Kirby et Chris Mitchelmore se sont tenus derrière ce qu'ils avaient écrit dans la lettre. Après la réunion du caucus, Michael a accepté de voter sur son leadership lors de la prochaine assemblée générale annuelle du parti. Kirby et Mitchelmore ont ensuite annoncé qu'ils quittaient le caucus pour siéger en tant que députés indépendants, et les deux hommes se sont joints au Parti libéral en février 2014. Le différend sur le leadership de Michael a également amené les membres de l'exécutif provincial à démissionner. En mai 2014, une convention du parti a réaffirmé son leadership avec le soutien de 75 % des délégués. Michael a annoncé le 6 janvier 2015 qu'elle démissionnait de son poste de chef du parti après que le parti eut obtenu de piètres résultats lors de quatre élections partielles, mais qu'elle ne se retirerait pas en tant que député. Elle a été remplacée par Earle McCurdy à la suite d'une élection à la direction le 7 mars 2015. Michael a contesté avec succès l'élection provinciale de 2015 dans le district de St. John's East-Quidi Vidi. Par la suite, elle a été leader du NPD à la Chambre lors des sessions parlementaires suivantes, car Earle McCurdy n'a pas gagné son siège.
À la suite de la démission de son successeur au poste de chef du NPD, Earle McCurdy, Michael a été nommée chef par intérim du NPD en 2017. Elle a exercé les fonctions de chef par intérim jusqu'à l'élection du député Gerry Rogers à la tête du parti en avril 2018. Elle a refusé de se représenter. aux élections de 2019 afin de donner à la chef du parti Alison Coffin une chance de remporter un siège.